# چلچله کارائیب
چلچله کارائیب (نام علمی: Progne dominicensis) نام یک گونه از سرده پروکن‌پرستوها است.